# Shapley-Sawyerov razred koncentracije
Shapley-Sawyerov razred koncentracije ili Shapley-Sawyerova koncentracijska klasa je kvalitativni razredbeni sustav koji su napravili Harlow Shapley i njegova doktorantica Helen Sawyer Hogg 1927. godine. Poredali su kuglaste skupove prema fotografskim snimkama prema njihovoj prividnoj koncentraciji. Ljestvica je od jedan do dvanaest, pri čemu se znamenke piše rimskim znamenkama. Najgušće koncentrirane skupove označili su razredom I, primjerice Messier 75. Padom koncentracije raste razredni broj sve do razreda XII, primjerice NGC 4372. Shapley i Sawyer Hogg su tako razgraničili razrede, tako da svih od 1927. godine poznatih dvanaest razreda sadrži po 95 kuglastih skupova. Najsjajniji skup na sjevernoj nebu (Messier 13) pripada razredu V.
Amaterski astronomi i danas primjenjuju ove razrede, radi opisivanja očekivanog optičkog utiska promatranja kuglastih skupova. Znanstvenih svrhama kvantitativna mjerila služe za opis strukture skupova, a preferira ih se pri podešavanju parametarskih modela, koje se dobije na izmjerenim površinskim sjajevima.